# Toilette à double chasse d'eau

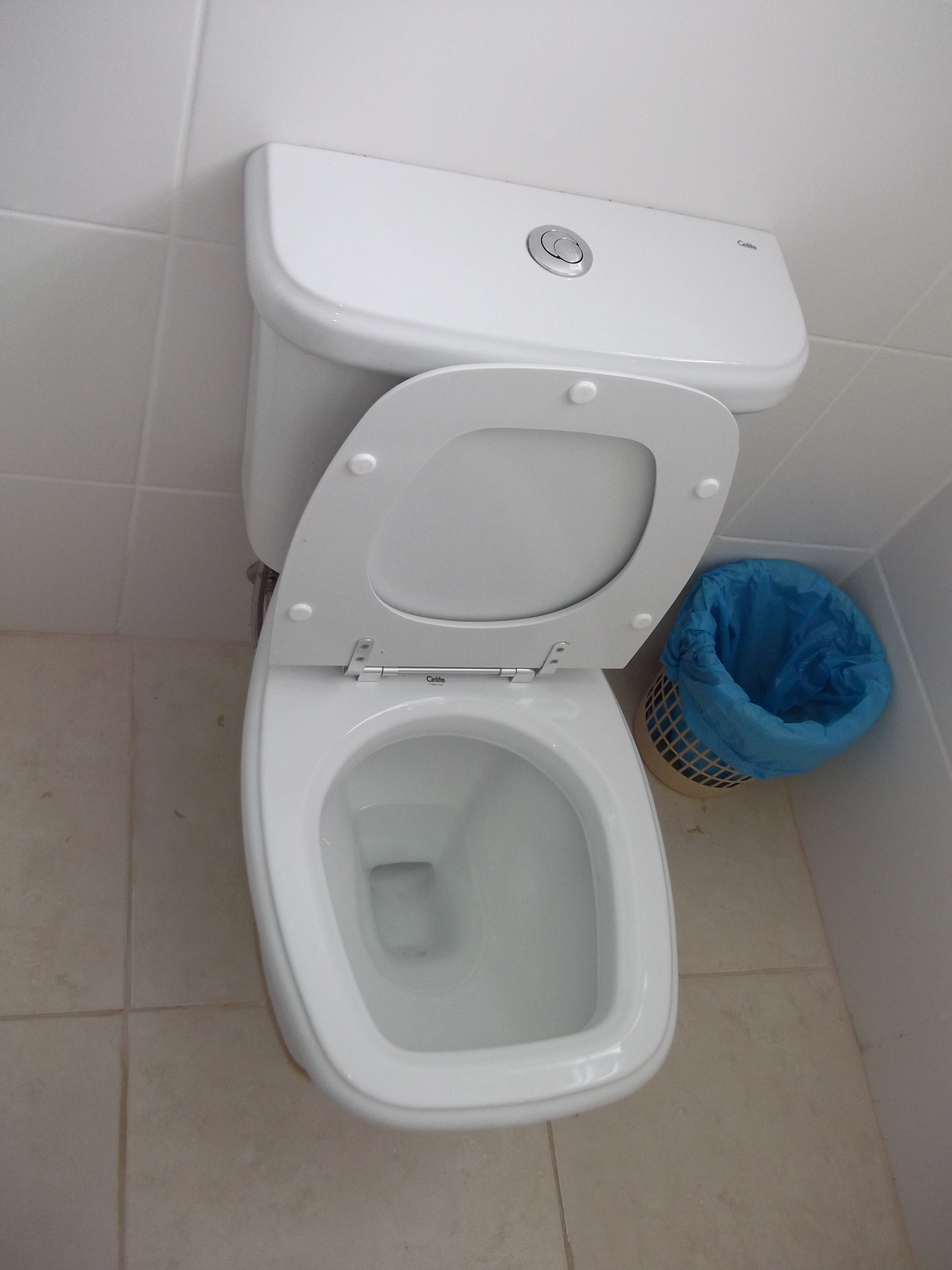
Dual flush toilet

Une toilette à double chasse d'eau est une variante de la toilette à chasse d'eau qui utilise deux boutons ou poignées pour vider différentes quantités d'eau.

## En Australie
Le système a été proposé par le designer industriel américain Victor Papanek dans son livre Design for the real world de 1976, mais la première application pratique de Dual flush toilet a été conçue en 1980 par le personnel de la société australienne de produits sanitaires Caroma. Bien que les toilettes à double chasse de la première génération aient été utilisées, une nouvelle conception en 1993 a réduit de moitié la consommation d'eau par rapport aux toilettes traditionnelles, lorsqu'elles étaient utilisées correctement. La toilette à double chasse est depuis devenue presque universelle en Australie, en Nouvelle-Zélande, à Singapour et en Israël, et son utilisation dans de nouveaux bâtiments est souvent imposée par la législation de ces pays. Cependant, en raison du mécanisme plus complexe, il est plus coûteux que de nombreux autres types de toilettes à faible débit d'eau.

### Mécanisme
Comme il s'agit d'un développement de la chasse d'eau traditionnelle australienne, la toilette à double chasse diffère des toilettes à chasse à siphon en ce qu'elle repose sur la gravité pour éliminer les déchets des toilettes. En plus de sa fonction de double chasse, l’absence de siphonnage signifie également que les toilettes nécessitent moins d’eau pour fonctionner. L’absence de siphon signifie que la ligne de flottaison est considérablement plus basse que celle des toilettes à siphon. La caractéristique principale de la toilette est la présence de deux boutons sur la citerne, qui libèrent différents volumes d’eau: un bouton délivre 3 litres et l’autre 6 litres. La plus petite quantité est conçue pour vider les déchets liquides et la plus grande est conçue pour éliminer les déchets solides. Il utilise également une plus grande trappe de 10 cm dans le vase, permettant à l'eau de sortir plus rapidement et de vider efficacement le vase.

### Avantages
Des toilettes classiques consomment 9 à 10 litres d'eau chaque fois que la chasse d'eau est tirée. Cela représente ainsi plus de 54 à 60 litres d'eau par jour  pour 6 passages en moyenne.
La toilette à double chasse, grâce à sa capacité d’économie d’eau, a été promue par le gouvernement australien dans le cadre de sa campagne «Target 155». Les premières toilettes à double chasse avaient une chasse d'eau de 4,5 litres (demi) et 9 litres (pleine), mais les innovations de Caroma ont ramené ce chiffre à 3 litres et 4,5 litres respectivement, obtenant une note de 4 et 5 étoiles en Australie[réf. nécessaire].
Les gouvernements australiens ont utilisé des remises pour encourager le remplacement des anciennes toilettes à chasse unique par des toilettes plus économes en eau. Pour les toilettes à double chasse, avec un nombre d'étoiles de 4 ou plus, les propriétaires peuvent être admissibles à un remboursement du gouvernement de l'État à Victoria, Nouvelle-Galles du Sud ou Australie du Sud. Le programme de rabais de Sydney Water a pris fin le 30 juin 2011.

### Désavantages
Comme pour la plupart des modifications de conception, les améliorations impliquent souvent un compromis avec d'autres facteurs. Dans ce cas, bien que la toilette atteigne son objectif d’économiser l’eau, elle peut coûter un peu plus qu’une toilette à chasse unique. En cas de rééquipement à la place d'une toilette existante, des coûts supplémentaires pourraient être occasionnés par des modifications du bâtiment, mais les systèmes de réaménagement ont considérablement réduit les coûts, coûtant environ 30 USD.
Le niveau d'eau inférieur dans une cuvette de toilette à double chasse peut être légèrement déconcertant pour les visiteurs venant de pays où les toilettes avec un réservoir plein et un levier/bouton sont la norme.